# فريدرش هولدرلين
يوهان كريستيان فردريش هولدرلين (بالألمانية: Johann Christian Friedrich Hölderlin)
ولد في (20 مارس 1770 وتوفي في 1843 ميلادية يعد من بين أشهر الشعراء في تاريخ الأدب الألماني.

## التربية الدينية والجنون
ولد في 20 مارس 1770 في مدينة صغيرة اسمها لاوفن تقع على ضفاف نهر النيكار (Lauffen am Neckar) تلقى هولدرلين تعليمًا دينيًا في مدارس دينية ولاتينية متعددة. في سنة 1788م التحق بمعهد مدينة توبنغن الديني (Tübinger Stift) لدراسة علم اللاهوت تحقيقآ لرغبة أمه المتدينة. كان هولدرلين الشاب يلجأ إلى عالم الأداب هروباً من المحيط العام في المعهد الذي كانت تسوده وتحكمه قواعد وعادات صارمة ومتشددة.
تركت الثورة الفرنسية أثراً عميقاً في كتاباته سواء الأدبية منها أو الفلسفية، التي وضعها باشتراك مع زملائه في المعهد مثل فردريش هيجل (Friedrich Hegel) ويوزيف فون شيلينغ (Joseph von Schelling).
بدلاً من أن يشتغل كواعظ ديني، أراد هولدرلين أن يكسب قوته كمدرس خاص. في سنة 1796 ميلادية اشتغل في منزل المصرفي ياكوب غونتارد (Jakob Gontard) في مدينة فرانكفورت، حيث وقع في حب أم تلاميذه زوزيت غونتارد (Susette Gontard) والتي جسدها في شخصية ديوتيما (Diotima) في روايته «هيبريون» (Hyperion) في ما بعد. إضطر هولدرلين إلى مغادرة المنزل بعد افتضاح علاقته مع زوزيت.
أثرت الأوضاع السياسية المضطربة في إنتاجه الأدبي بشكلٍ مثمر. فما بين عامي 1797 و1799م ظهر الجزء الأول من رواية هيبريون (Hyperion). واشتغل على مسرحيته موت إمبيدوقلس (Der Tod des Empedokles)، التي نشأت ما بين 1798 و1800م.
أصيب فردريش هولدرلين بانهيار عصبي بعد تلقيه خبر وفاة زوزيت غونتارد وأحضِرَ إلى إحدى مستشفيات مدينة توبينغن، حيث تم تشخيص حالته المرضية من كونها مرض عقلي.
عاش الشاعر هولدرلين إلى حين وفاته في بيت نجار كان قد تكفل برعايته وخصص له مكان على نهر النيكار أُطلِقَ عليه «برج هولدرلين» أو صومعة هولدرين (Hölderlinturm). توفي هولدرلين في 7 مايو سنة 1843م في توبينغن.

## السمو إلى المثل العليا
يمجد هولدرلين في أشعاره الأولى المسماة «أناشيد توبينغن» (Tübinger Hymen) المثل الإنسانية الإغريقية، مثل الجمال في «أنشودة إلى الجمال» (Hymne an die Schönheit) والحب والحرية والصداقة. كما رحب في أعماله بالتغيرات السياسية التي شهدها عصره. مدلولا الطبيعة والجمال يشكلانِ جوهرَ كتاباته الشعرية.
في العديد من أناشيده المتحررة من أوزان الشعر الكلاسكية، يرتبط عالم تجاربه الفردية مع صورة التاريخ المتحول الذي عاصره، بشكل وثيق. وكغيره من مثقفي عصره المتأترين بالمذهب الكلاسيكي أمن هولدرلين بالسعي إلى المثل العليا أو المثال الأعلى (Das Ideal) الذي يتجلى حسب رأيه في تحقيق الانسجام المنشود بين «الإله» (Gott) و«الإنسان» (Mensch) و«الطبيعة» (Natur)على أرض اليونان القديمة. وتظل رواية «هيبريون» غير المكتملة أبرز تجسيمٍ لأفكار هذا الشاعر الكلاسيكي. لم تلق أعمال هولدرلين الاهتمام الكافي والاعتراف الكامل إلا في القرن العشرين.

## الأعمال
- الأعمال الكاملة: طبعة شتوتغارت الكبرى. الناشر: فردريش بايسنر. شتوتغارت 1974-1946 (8 أجزاء).
- الأعمال الكاملة: طبعة فرانكفورت. الناشر: ديتر زاتلر. فرانكفورت على الماين. دار النشر: شتروم فيرلاغ 2001-1975 (25 جزء).

## كتب حول أعماله باللغة العربية
- إنشاد المنادي - قراءة في شعر هولدرلن وتراكل - مارتن هيدجر، ترجمة بسلم حجار،
- هُولْدِرلِن، خبز ونبيد وقصائد أخرى، ترجمة وتَّقديم أمارجي عن دار التَّكوين والتَّرجمة، دمشق 2016
- هولدرلين، عبد الغفار مكاوي، عن دار الجمل، 2016[4]
- بناة العالم هولدرلن دوستويفسكي بلزاك، ستيفان زفايج، ترجمة محمد جديد، عن دار المدي 2011

## روابط خارجية
- فريدرش هولدرلين على موقع IMDb (الإنجليزية)
- فريدرش هولدرلين على موقع الموسوعة البريطانية (الإنجليزية)
- فريدرش هولدرلين على موقع ألو سيني (الفرنسية)
- فريدرش هولدرلين على موقع ميوزك برينز (الإنجليزية)
- فريدرش هولدرلين على موقع إن إن دي بي (الإنجليزية)
- فريدرش هولدرلين على موقع ديسكوغز (الإنجليزية)
- فريدرش هولدرلين على موقع كينوبويسك (الروسية)